# Vénus endormie avec des amours
Vénus endormie avec des amours, est un tableau peint par Annibale Carracci vers 1602-1603 et conservé au musée Condé à Chantilly.
Il a été peint, avec peut-être la participation de l'atelier du peintre, pour décorer le palazzetto Farnèse à Rome au sein d'un ensemble de peintures encore partiellement conservées dans le même musée. Il a par la suite été déplacé au sein de la collection Farnèse à Parme et a été la propriété du roi de Naples avant d'être acquis pas le duc d'Aumale. Il est actuellement conservé dans la Grande Galerie Musée Condé. De nombreux historiens de l'art ont commenté l'œuvre, et ce, dès le XVIIe siècle.

## Historique

### Commande et localisation de l'œuvre à l'origine
Vers 1602-1603, Édouard Farnèse fait construire une annexe à son palais Farnèse à Rome, de l'autre côté de la via Giulia, le long du Tibre, afin d'y exposer sa collection de sculptures antiques. Au sein de ce palazzetto, accessible par un pont passant au dessus de la rue et accédant au premier étage, il fait décorer les pièces principales par le peintre Annibale Carracci et son atelier. La décoration intérieure des trois premières chambres est relativement bien connue grâce à des descriptions remontant au XVIIe siècle. La première d'entre elles contenait au plafond une représentation  du Jour  personnifié par Apollon, (aujourd'hui disparue), entourée de tableaux de paysages, accompagnés sur les murs de représentations mythologiques : outre la Vénus endormie du musée Condé, Renaud et Armide ainsi que Arrigo peloso, Pietro matto e Amon nano, actuellement conservés au Musée Capodimonte de Naples, Diane et Actéon, actuellement au musée royal d'art ancien à Bruxelles et un Enlèvement d'Europe (disparu).

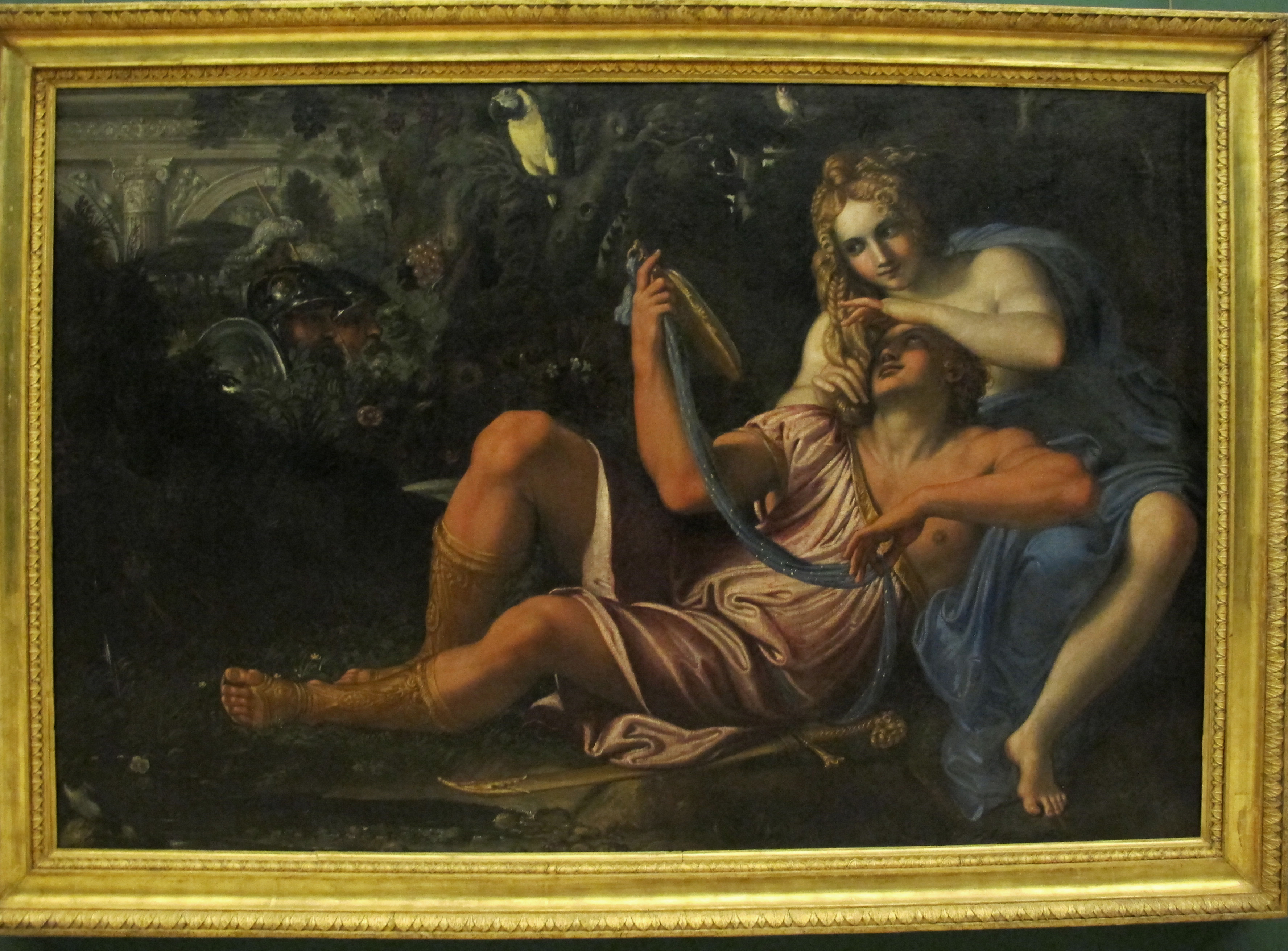
Renaud et Armide, Musée Capodimonte de Naples.
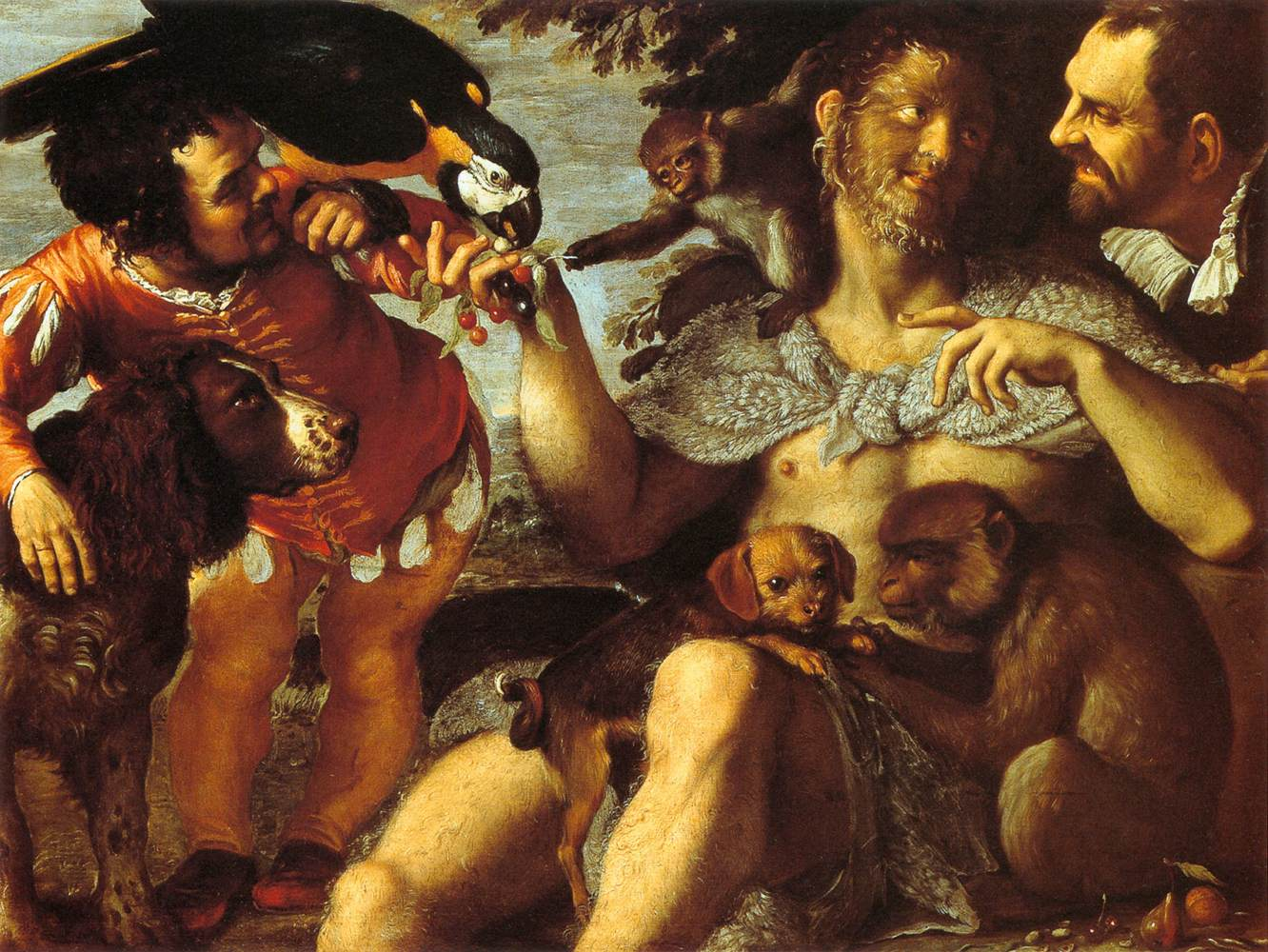
Arrigo peloso, Pietro matto e Amon nano, Musée Capodimonte.
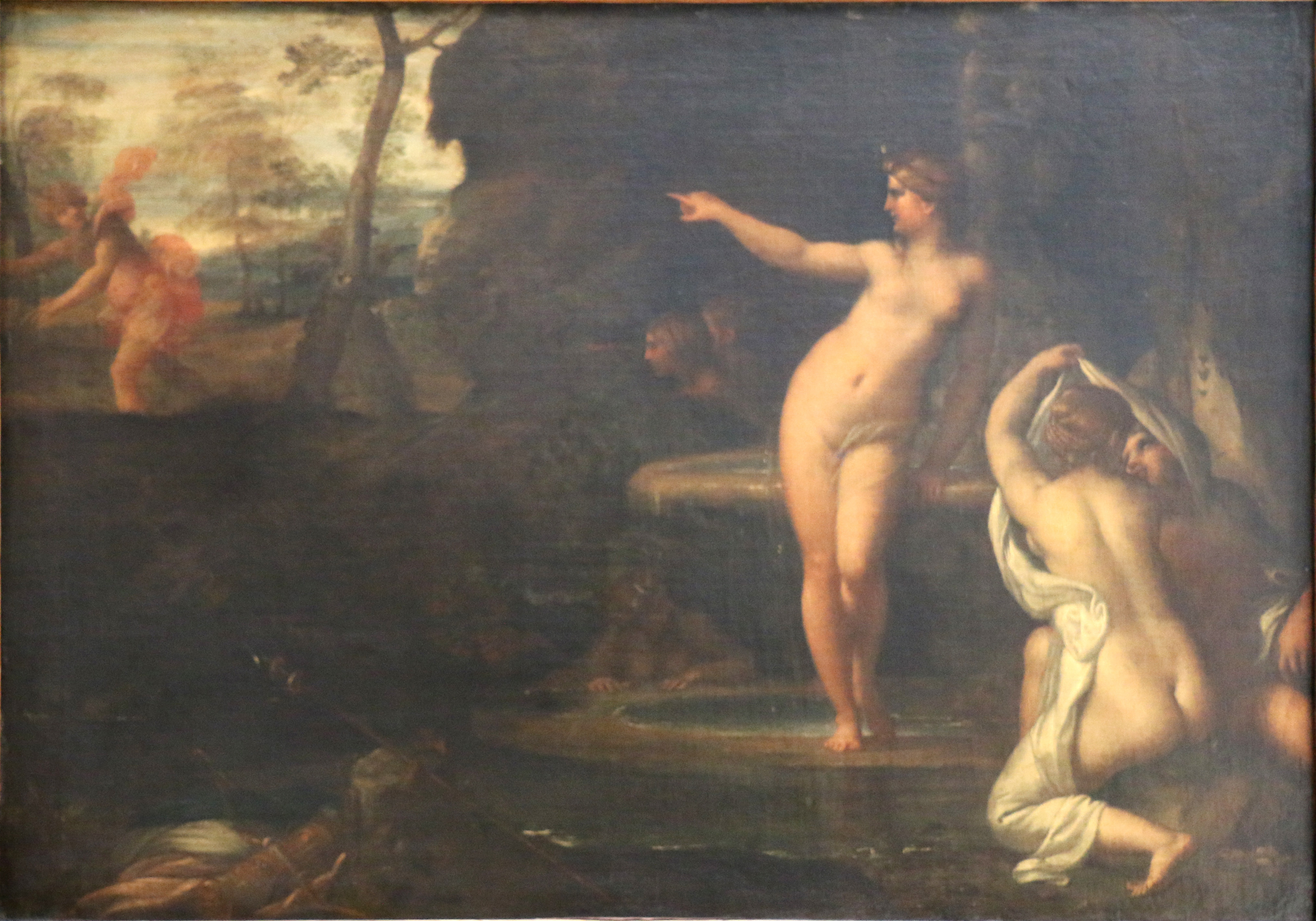
Diane et Actéon, Musée royal d'art ancien à Bruxelles.

La pièce suivante était décorée au plafond de l'Aurore parsemant des fleurs et tenant une torche, elle aussi conservée au musée Condé, avec des portraits de princes portugais sur les murs (actuellement à la galerie nationale de Parme). Enfin une troisième chambre contenait La Nuit portant le sommeil et la mort au plafond ainsi que quatre Amours (tous les cinq au musée Condé), avec sur les murs des portraits de la famille Farnèse (actuellement à la galerie nationale de Parme) et des paysages de Paul Bril.

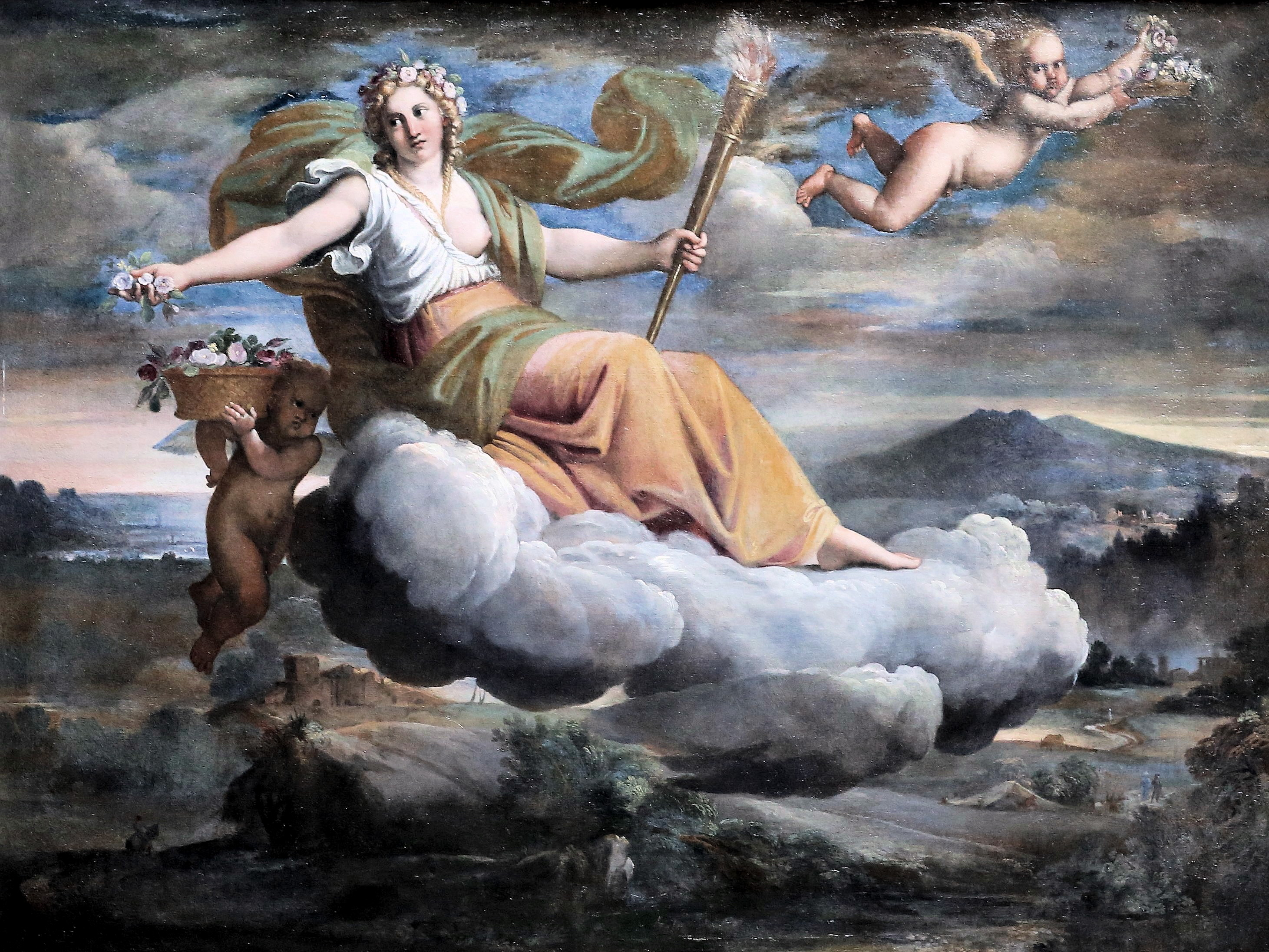
L'Aurore, musée Condé.
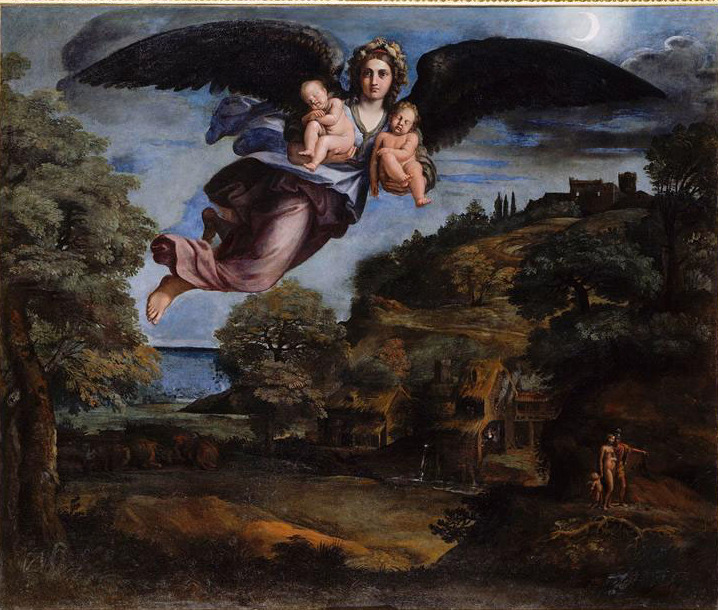
La Nuit, musée Condé.
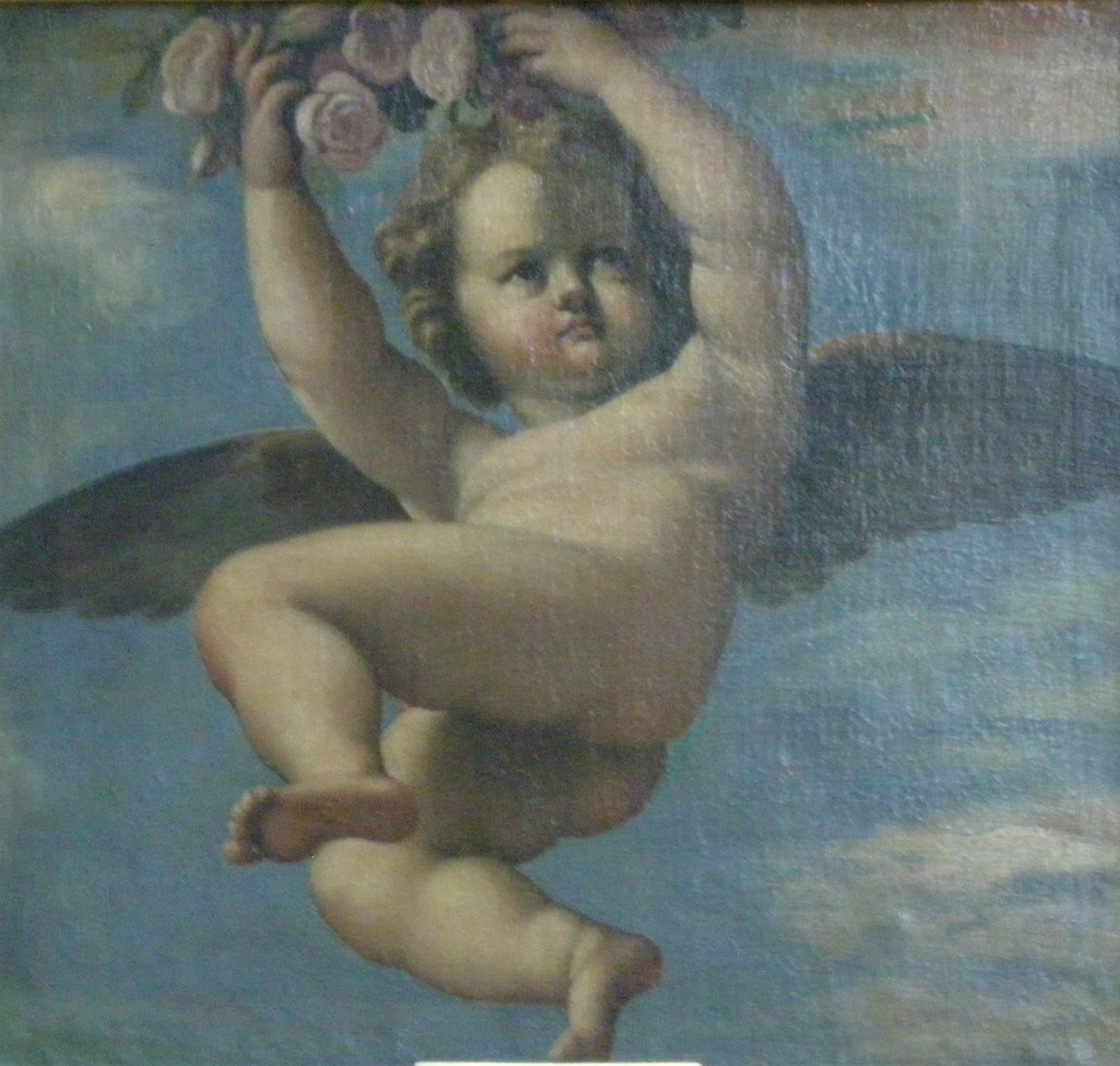
Un des quatre amours, musée Condé.

### Réalisation

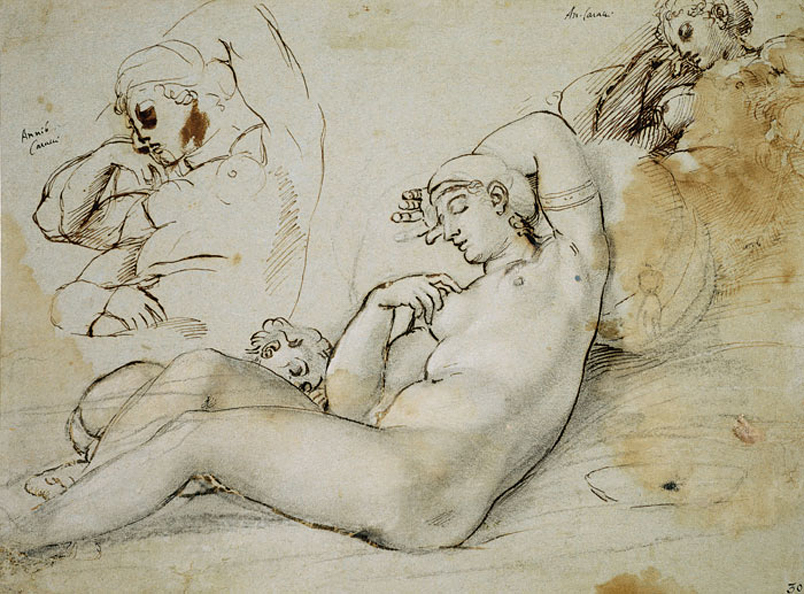
Étude de la Vénus endormie, dessin à la plume encre et pierre noire. Musée Städel, Francfort.

La Vénus endormie est décrite dans l'atelier de Carracci à l'automne 1602 par Giovanni Battista Agucchi, le secrétaire du cardinal Pietro Aldobrandini et ami du peintre. Trois dessins de Carracci semblent constituer des études pour cette peinture. Il s'agit d'une étude de la Vénus conservée au musée Städel de Francfort (inv.4060), une étude de la partie gauche avec les putti conservée dans la Royal Collection, au château de Windsor (inv.2127) et le musée du Louvre conserve un dessin détaillant le putto se frisant les cheveux (inv.7303 ter).

### Déplacements de l'œuvre
Le 27 septembre 1662, 103 œuvres quittent le palais Farnèse pour être expédiées vers Parme à la résidence de Ranuce II Farnèse, le palais du Jardin, parmi lesquels la Vénus et les quatre amours. La Nuit et l'Aurore suivent peu de temps après. Ils sont mentionnés dans les inventaires des ducs de Parme en 1680 puis 1708. À partir de 1735, Charles de Bourbon fait envoyer l'ensemble de sa collection à Naples après son avènement en tant que roi de Naples. La Vénus est décrite au sein du palais de Capodimonte dès 1756. En 1799, avec l'arrivée des troupes françaises, l'œuvre manque de partir à Rome, comme c'est le cas de L'Aurore et La Nuit, mais elle reste finalement en caisse à Naples. De nouveau réunis, ils changent plusieurs fois de lieu de conservation dans la ville. Par héritage, les sept tableaux de Chantilly entrent dans les collections de Léopold de Bourbon-Siciles, prince de Salerne, fils de Ferdinand Ier. En 1854, sa collection est mise en vente et acquise en bloc par son neveu, Henri d'Orléans, duc d'Aumale, alors en exil en Angleterre. Le tableau est rapatrié en France en 1871 et installé dans son château de Chantilly. Il est actuellement conservé au sein du musée Condé dans les mêmes lieux depuis sa donation à l'Institut de France et son ouverture en 1897, au-dessus de la porte d'entrée principale de la Grande Galerie.

## Attribution
L'attribution à Annibale Carracci ne fait pas de doute car elle est documentée. Cependant, la question se pose de savoir quelle est la part prise par l'atelier du peintre, à une époque où celui-ci est particulièrement actif. Dès 1906, l'historien de l'art autrichien Hans Tietze (en) propose d'y voir la main du Dominiquin, alors élève de Carracci, plutôt que celle du maître. Le tableau est, tout au long du XXe siècle, commenté à de nombreuses reprises et l'attribution varie entre l'atelier, le maître lui-même (comme le croit Denis Mahon en 1947 par exemple), ou encore l'un de ses élèves, comme Le Dominiquin, Innocenzo Tacconi, Antonio Maria Panico. Le consensus s'est fait progressivement ces dernières années pour y voir la main principalement d'Annibale lui-même dans la peinture de la Vénus, avec une participation éventuelle de l'atelier. C'est le cas de l'historien de l'art Donald Posner, un des plus grands spécialistes de Carracci, qui après avoir plusieurs fois hésité, donne finalement le tableau à Annibale lui-même avec un rôle de l'atelier qu'il ne parvient pas à définir. La participation de l'atelier est d'ailleurs sans plus importante dans les autres peintures de la série.

## Sources d'inspiration
Le thème du tableau est inspiré du tableau du Titien, L'Adoration de Vénus (musée du Prado, Madrid, inv.419), conservé alors chez Pietro Aldobrandini à Rome, lui-même découlant des écrits de Philostrate de Lemnos. Carracci reprend à Titien les attitudes de certains amours, mais à la différence de celui-ci et de Philostrate, il donne la place principale à Vénus, et non aux amours. Cette thématique complexe pourrait avoir été inspirée par Fulvio Orsini, que l'on pense être l'un des possibles concepteurs du programme des décors du Palais Farnèse voisin sur le thème des amours des dieux, même s'il est décédé quelques années plus tôt en 1600. Une autre source d'inspiration littéraire pourrait être un poème du poète latin Claudien, Epithalamium Palladio et Celerinae qui décrit une Vénus endormie entourée de Cupidons.
De nombreuses autres références à l'art de son temps sont présentes dans l'œuvre : La bataille de Cascina, de Michel Ange, diffusée par la gravure de Marcantonio Raimondi, par exemple pour le putto sortant du bain, Vénus dans son chariot de Raphaël, Villa Farnesina pour les amours au second plan, un dessin de Giulio Romano représentant Les amours de Philostrate (Chatsworth House, inv.107) pour les deux putti montant à l'arbre, une gravure de Hugo de Carpi représentant Vénus entourée d'amours.

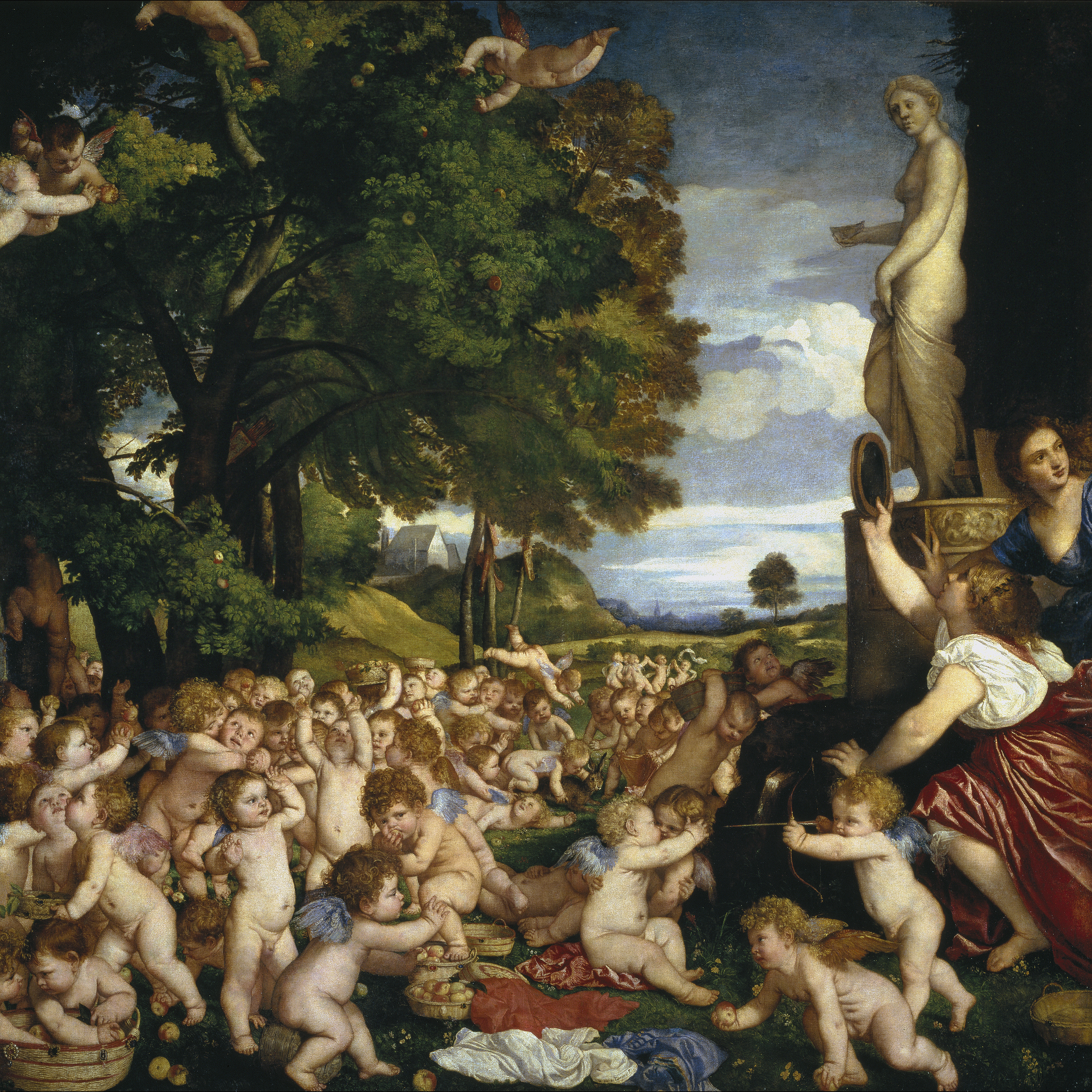
L'Adoration de Vénus, Titien, musée du Prado.
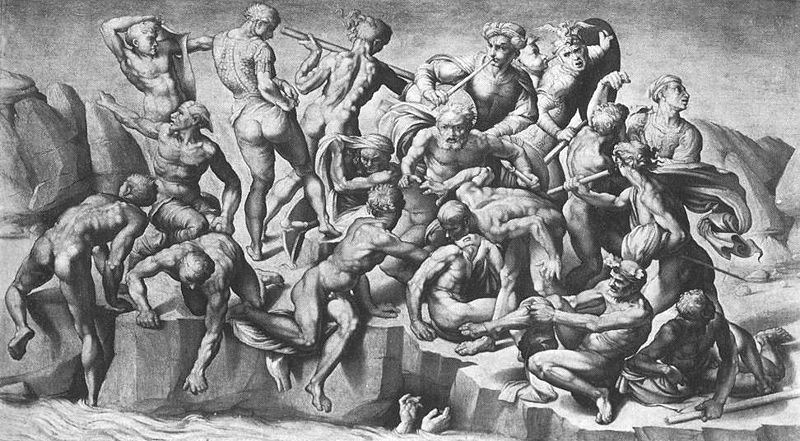
La bataille de Cascina, d'après Michel Ange.
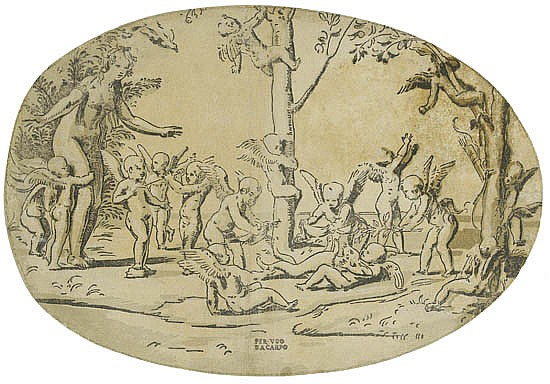
Vénus entourée d'amours, estampe d'Hugo de Carpi, coll. part.

La pose de la Vénus et celle des cupidons rappellent aussi la statuaire antique et Hans Tietze y a vu une allusion à l'Ariane endormie. Le putto jouant du pipeau serait quant à lui une parodie du Faune de Praxitèle.

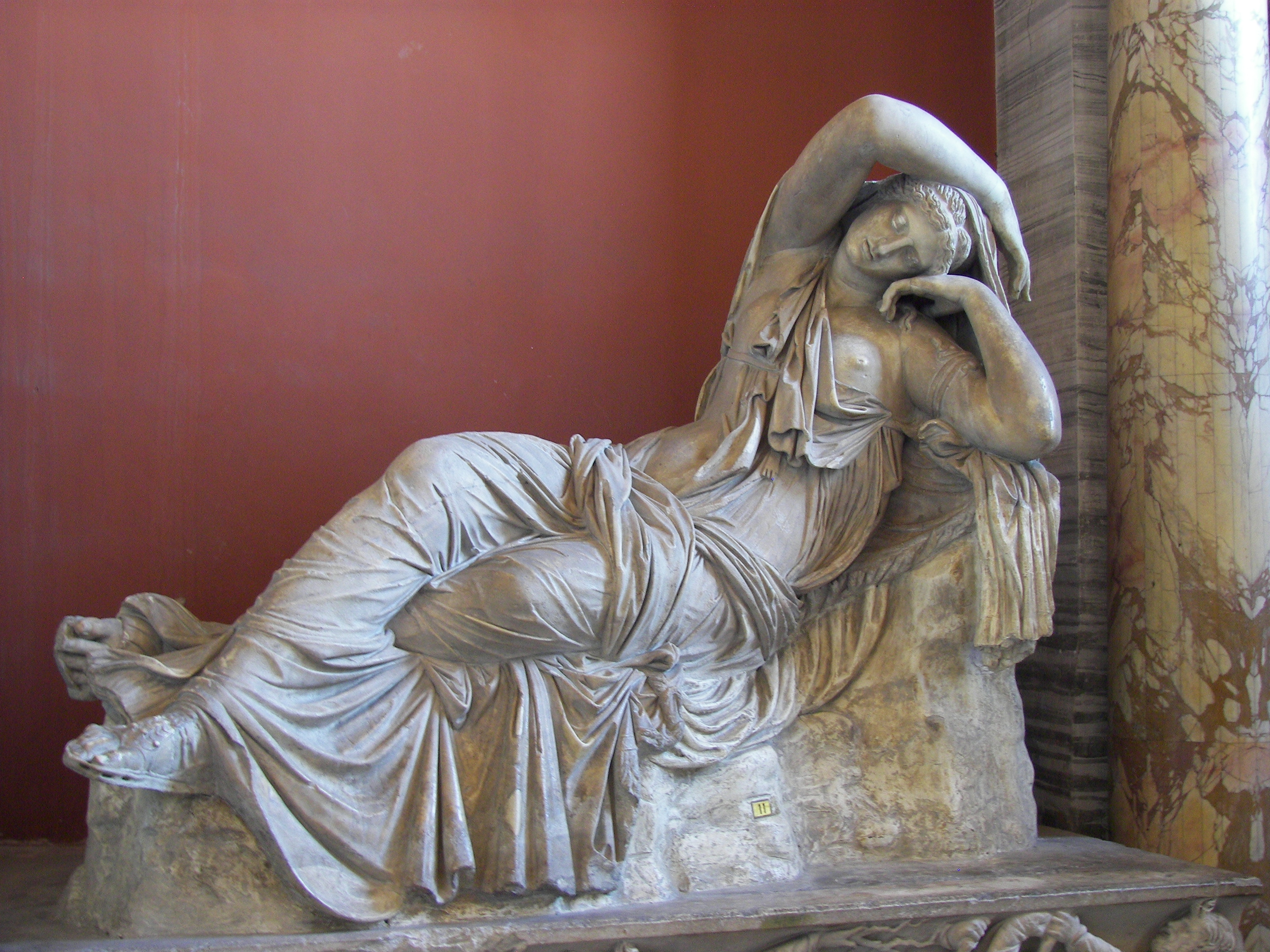
Ariane endormie, Musées du Vatican.
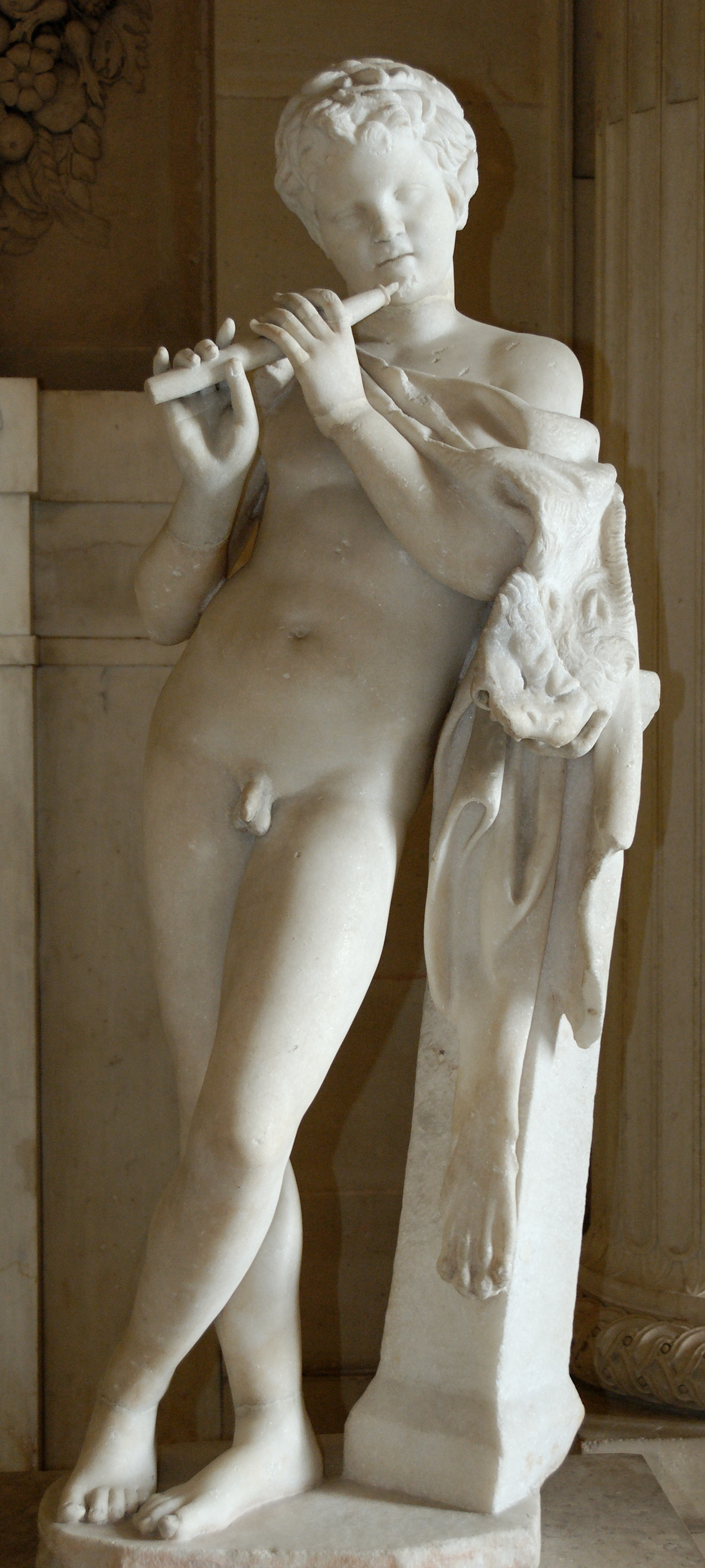
Faune jouant de la flûte, dans le style de Praxitèle, musée du Louvre.

## Postérité de l'œuvre
La peinture est restée longtemps invisible, mais a connu une renommée grâce à la description louangeuse qu'en a faite Giovanni Battista Agucchi. Celle-ci est inspirée de l'Ekphrasis antique et notamment du texte de Philostrate de Lemnos, Les Images, qui avaient déjà inspiré Titien. Le texte, dédié à Cassiano dal Pozzo est publié en 1678 par Carlo Cesare Malvasia dans la Felsina Pittrice. Vite dei Pittori Bolognesi. Ce texte d'Agucchi serait la première description isolée d'un tableau dans l'histoire de l'art, selon Roland Recht. Elle a été reprise par Giovanni Pietro Bellori dans son Vite de' pittori, scultori e architecti moderni en 1672. Le tableau pourrait avoir inspiré Faune agacé par deux enfants, sculpté par Le Bernin à Rome vers 1616-1617, les deux enfants constituant une citation des putti dans les arbres du tableau de Chantilly.